# Gigantes: Una aventura extraordinaria
Gigantes: Una aventura extraordinaria (conocida en España como Los exploradores) es una película animada de aventuras de 2024, dirigida por Gonzalo Gutiérrez y escrita por Carlos Kotkin y Pablo Ricardo Biondi. Está protagonizada en el reparto de voces por Patricio Lago, Karol Sevilla y Demián Velazco Rochwerger. Tuvo su estreno mundial en Portugal el 28 de marzo de 2024, con distribución de Nos Lusomundo, y luego tuvo varias fechas de estreno en sus distintos países de origen: en Alemania el 1 de mayo de 2024 con distribución por Constantin Film, en Argentina el 8 de agosto de 2024 con distribución de Digicine, y en España el 14 de febrero de 2025 con distribución de Cinemaran Spain.

## Reparto
- Patricio Lago como Alfono Quijote
- Karol Sevilla como Victoria
- Demián Velazco Rochwerger como Pancho
- Carla Peterson como Matilde
- Facundo Reyes como Stix

## Producción
El desarrollo del proyecto de Gigantes: Una aventura extraordinaria comenzó en 2017, y finalmente entró en producción en 2021. Las actrices Karol Sevilla y Carla Peterson fueron confirmadas como parte del elenco de voces. Pablo Borghi compuso la música de la película.

## Lanzamiento y marketing
En febrero de 2024, Studio 100, la productora principal de la película, anunció las primeras fechas de estreno en cines de Gigantes: Una aventura extraordinaria. El primer país donde se estrenó la película fue Portugal, donde inicialmente estuvo prevista para estrenarse el 21 de marzo de 2024, con distribución de Nos Lusomundo, para después ser finalmente estrenada el 28 de marzo de 2024. En Alemania, originalmente estuvo prevista para estrenarse el 9 de mayo con distribución de Constantin Film, para después ser finalmente estrenada el 1 de mayo de 2024. En Argentina, la distribuidora Digicine estrenó la película el 8 de agosto de 2024. En España, Cinemaran Spain estrenó la película el 14 de febrero de 2025.